# Monte Tomatico
Il Monte Tomatico (1.595 m s.l.m.) è una montagna del Massiccio del Grappa nelle Prealpi Bellunesi. Si trova in Veneto (provincia di Belluno).

## Caratteristiche
Il monte si trova nella parte settentrionale del Massiccio del Grappa e domina la città di Feltre.

## Salita alla vetta
Si può salire sulla vetta partendo da Tomo, frazione di Feltre, da Porcen frazione di Seren del Grappa tramite il sentiero CAI 841, oppure da Carpen tramite sentiero CAI 850 poi 844 e infine 841 o da Schievenin entrambi frazioni di Setteville.

## Storia
Il monte è noto per la prima battaglia del Piave che lo interessò.